# Herbert Hassinger
Herbert Hassinger (* 19. Juli 1910 in Wien; † 3. Jänner 1992 in Innsbruck) war ein österreichischer Historiker mit dem Schwerpunkt Wirtschafts- und Sozialgeschichte.

## Leben
Herbert Hassinger wurde 1910 in Wien geboren und kam 1918, als sein Vater Hugo Hassinger als Professor für Geographie an die Universität Basel berufen wurde, nach Basel. 1928 legte er die Reifeprüfung am Humanistischen Gymnasium Basel ab, im selben Jahr begann er an der Universität Freiburg im Breisgau Geographie zu studieren. Als Nebenfächer wählte er zunächst Nationalökonomie, dann Geschichte und Geologie. Nach Gastsemestern in Kiel, Bonn und Wien begann er eine Dissertation bei Norbert Krebs an der Universität Berlin zum Thema der geomorphologischen Verhältnisse im untersteirisch-slowenischen Savebergland. Bei Feldforschungen vor Ort erlitt er 1931 eine spinale Kinderlähmung. Nach einer dreijährigen Unterbrechung konnte er sein Studium mit Hilfe von Krücken fortsetzen, wechselte aber von Geographie zur Geschichte, was er ab 1934 an der Universität Wien, wohin sein Vater kurz vorher berufen worden war, studierte. Zusätzlich zum Studium absolvierte er den Kurs des Instituts für Österreichische Geschichtsforschung und schloss 1938 mit der Staatsprüfung für den höheren Archivdienst ab. 1939 wurde er mit einer von Heinrich Srbik betreuten Dissertation über Johann Joachim Becher promoviert. Anschließend war er als Assistent und Oberassistent in der Abteilung für Wirtschafts- und Kulturgeschichte des Historischen Seminars der Universität Wien tätig. 1945 wurde er seines Dienstes als Universitätsassistent enthoben. 1950 habilitierte er sich an der Philosophischen Fakultät der Universität Wien für Wirtschafts- und Sozialgeschichte und lehrte anschließend als Privatdozent. 1961 wurde ihm der Titel eines außerordentlichen Universitätsprofessors verliehen, 1965 erfolgte die Berufung auf den Lehrstuhl für Allgemeine Wirtschaftsgeschichte an der Philosophischen Fakultät der Universität Innsbruck, der später in Wirtschafts- und Sozialgeschichte umbenannt wurde. Einen Ruf an die Universität Salzburg lehnte er 1969 ab. Aus gesundheitlichen Gründen wurde er 1975 frühzeitig emeritiert. Er starb am 3. Jänner 1992 an den Folgen eines Zimmerbrandes.

## Leistungen
Hassinger forschte und lehrte zur europäischen Wirtschaftsgeschichte im Früh- und Hochmittelalter und der Zeit der Industrialisierung sowie zur Kolonialgeschichte der frühen Neuzeit. Er beschäftigte sich auch unter anderem mit dem österreichischen und salzburgischen Ständewesen der frühen Neuzeit und den Manufakturen und dem Außenhandel in den habsburgischen Ländern am Vorabend der Industrialisierung.
Ab 1953 arbeitete er an einem Projekt für die Historische Kommission bei der Bayerischen Akademie der Wissenschaften, das die flächendeckende Erforschung des Zollwesens, des Handels und des Verkehrs in den Ostalpen vom 13. bis zum 18. Jahrhundert zum Ziel hatte. 1987 wurde die erste der drei projektierten Monographien veröffentlicht.
Hassinger verfasste zahlreiche Beiträge für das Handbuch der deutschen Wirtschaftsgeschichte und das Handbuch der europäischen Wirtschaftsgeschichte.

## Schriften (Auswahl)
- Wegweiser für Landes- und Volksforschung in Österreich. Horn 1950, OCLC 468831653.
- Johann Joachim Becher 1635–1682. Ein Beitrag zur Geschichte des Merkantilismus. Wien 1951, OCLC 3946154.
- Geschichte des Zollwesens, Handels und Verkehrs in den östlichen Alpenländern vom Spätmittelalter bis in die zweite Hälfte des 18. Jahrhunderts. Stuttgart 1987, ISBN 3-515-04508-2.